# Königspitze
Die Königspitze (auch Königsspitze, italienisch Gran Zebrù) ist mit 3851 m s.l.m. der zweithöchste Gipfel der Ortler-Alpen in Italien. Der für seine auffallende Form bekannte, stark vergletscherte Dolomitberg liegt an der Grenze zwischen Südtirol und der Lombardei. Dass Stephan Steinberger im Jahre 1854 die Erstbesteigung gelungen sein soll, wurde lange Zeit angezweifelt und sorgte jahrzehntelang für Kontroversen. Während des Ersten Weltkriegs war die Königspitze von hoher strategischer Bedeutung und bis in die Gipfelregion stark umkämpft. Im 20. Jahrhundert lag die alpinistische Bedeutung des Berges vor allem in seiner Nordwand und der als Schaumrolle bekannten, mittlerweile nicht mehr existierenden Wechte am Gipfelgrat. Durch den starken Gletscherschwund und das Auftauen des Permafrostes ist das Bergsteigen an der Königspitze heute beeinträchtigt.

## Lage und Umgebung
Die Königspitze liegt an der südwestlichen Grenze Südtirols zur lombardischen Provinz Sondrio. Sie ist Teil der nördlichen Ortler-Alpen, genauer des Ortler-Hauptkamms. Nordwestlich von ihr liegen der Monte Zebrù (3735 m) und der Ortler (3905 m). Der Ortler-Hauptkamm trennt hier das Südtiroler Suldental mit dem Ort Sulden (1843 m) im Nordosten vom Valle di Cedec im Südosten und dem Val Zebrù im Südwesten, die beide in der Lombardei liegen. Dieses Gebiet liegt vollständig innerhalb des Nationalparks Stilfserjoch.
Nach Norden hin fällt die Königspitze mit steilen, großteils vereisten Wänden zum Königswandferner hin ab, einem steilen Gletscher, der in den darunterliegenden Suldenferner mündet. Westlich des Königswandferners verläuft der Lange Suldengrat, auch Mitschergrat. Westlich davon fließt mit dem Payerferner ein weiterer Gletscher zum Suldenferner. Der Westgrat – eigentlich Nordwestgrat – der Königspitze wird Kurzer Suldengrat genannt und verläuft zum 3427 m hohen Suldenjoch, dem Übergang zum Monte Zebrù. Im Westen dieses Passes liegt der nach Süden zum Zebrùtal abfließende Zebrùferner. Ein Seitengrat des Suldengrats verläuft zur 3408 m hohen Cima della Miniera und trennt den Zebrùferner von der Vedretta della Miniera. Südwestlich der Königspitze, am Beginn des vom Hauptkamm hier abzweigenden Confinale-Kamms, liegt der Vorgipfel der Pale Rosse (3446 m), in deren Norden der Pass Col Pale Rosse (3379 m) die Vedretta della Miniera mit der unterhalb der felsigen Südwand gelegenen Vedretta del Gran Zebrù verbindet. Dieser Gletscher fließt nach Südosten ins Valle di Cedec ab. Der breite, verfirnte Südostrücken der Königspitze fällt zum 3293 m hohen Königsjoch ab, von dort setzt sich der Ortler-Hauptkamm weiter in Richtung Osten zur 3391 m hohen Kreilspitze fort. Die steile Ostwand der Königspitze verläuft nördlich dieses Rückens hinab zum östlichen Teil des Suldenferners.

## Geologie

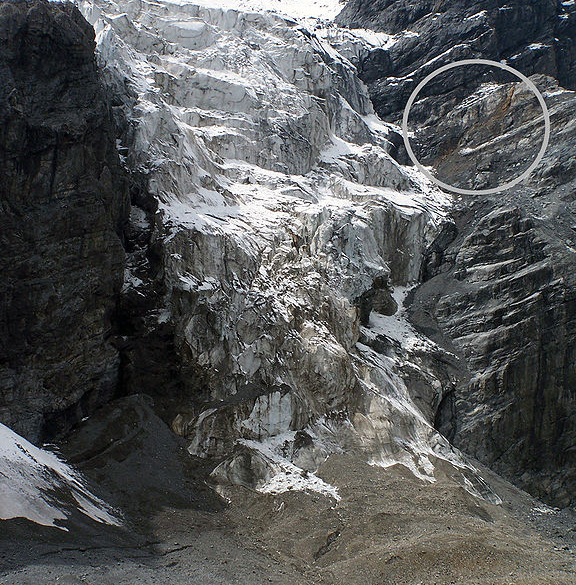
Magmatischer Gang, als rötliche Linie im grauen Dolomitfels erkennbar (Kreis), oberhalb der Mündung des Königswandferners in den aufgrund der Brüchigkeit des Dolomits schuttbedeckten Suldenferner

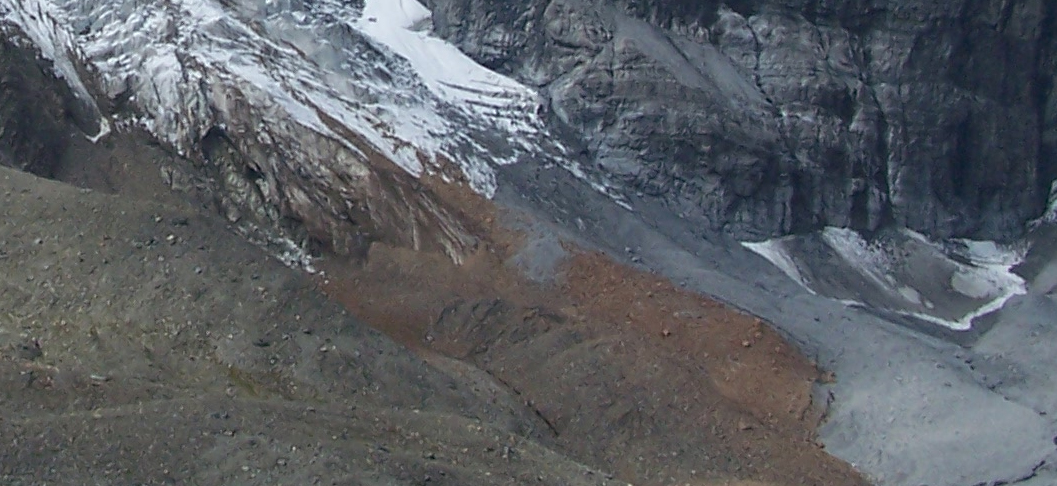
Moränenschutt am Suldenferner: Links Kristallin von der Kreilspitze, Mitte rötlicher Magmatit vom Königsjoch, rechts heller Dolomit von der Königspitze

Der Gipfelaufbau der Königspitze besteht wie der von Ortler und Monte Zebrù im Wesentlichen aus Hauptdolomit, einem Flachwasser-Sedimentgestein der Obertrias, genauer des Noriums. Er weist die typische, meist waagrechte, hier aber auch verfaltete Bankung auf, wie sie auch in den nahegelegenen Dolomiten auftritt. Im Unterschied zu den dortigen Gesteinen ist der hiesige Dolomit jedoch schwach metamorph überprägt, das heißt, er wurde in der Oberkreide vor etwa 90 Millionen Jahren unter hohem Druck und bei etwa 400 °C (obere Grünschieferfazies) in einen Dolomitmarmor umgewandelt. Modernen Ansichten über die Entstehung der Alpen zufolge geschah dies bei der nordwärts gerichteten Verschiebung der heutigen Nördlichen Kalkalpen über die Ortler-Alpen hinweg. Das Gestein zeichnet sich daher außer durch seine dunklere, graue Farbe vor allem durch das Fehlen von Fossilien aus, da diese während der Metamorphose zerstört wurden.
Außerdem liegt der Dolomit der Königspitze deutlich höher als in den meisten anderen Verbreitungsgebieten dieses Gesteins und unterliegt daher in deutlich höherem Ausmaß der Frostverwitterung als der Fels der Dolomiten, der von fließendem Wasser geprägt ist. An der Königspitze weist das Gestein glattere Oberflächen und eine große Brüchigkeit auf, wodurch es sich schlechter zum Klettern eignet. Eingelagert in den Hauptdolomit finden sich neben einigen mehrere Meter dicken Olisthostromen auch Schichten von Kalkschiefer. Insgesamt erreicht die Dolomitschicht hier eine Mächtigkeit von bis zu 1000 Metern, weshalb häufig vermutet wird, durch mehrfache Überschiebung habe sich hier eine ursprünglich dünnere Sedimentschicht zu solcher Dicke aufgestapelt. Diese Frage gilt jedoch bis heute als nicht ganz geklärt, da die Ortlergruppe immer noch ungenügend geologisch untersucht ist. Geologische Forschungen waren aufgrund der Gletscherbedeckung lange Zeit schwierig, erst in den letzten Jahrzehnten wurde durch den Gletscherschwund mehr Gestein freigelegt.
Die Königspitze bildet den südöstlichen Abschluss dieses Dolomitmassivs. Schon die benachbarte Kreilspitze besteht ebenso wie das Fundament der Königspitze aus Veltliner Basiskristallin. Dieses Kristallin hat vor der kreidezeitlichen schon weitere Umwandlungen erlitten, vor allem während der Kaledonischen und der Variszischen Orogenese. Es handelt sich hauptsächlich um Gneis, Glimmerschiefer und Phyllit. Zwischen Kristallin und Dolomit sind Sedimente (Konglomerate, Sandsteine und Gips) aus der Untertrias sowie Alpiner Verrucano aus dem Perm zu finden, diese Schichten sind aber nur wenige Meter mächtig.
Eine Besonderheit an der Königspitze sind tertiäre Ganggesteine, genauer basalt- und dioritähnliche Magmatite, die hier aufgrund der Nähe zur Periadriatischen Naht den Dolomit durchsetzen. Sie sind hauptsächlich an der Ostseite der Königspitze zu finden und setzen sich nicht im darunterliegenden Kristallin fort. Das deutet darauf hin, dass die Dolomitschicht der Königspitze von einer späteren Verschiebung betroffen war, welche diese Gänge abgeschnitten hat. Während die meisten dieser Gänge äußerst schmal sind, ist das Gebiet um das Königsjoch großteils aus solchen Intrusivgesteinen aufgebaut. Hier stand auch das markante Königsmandl oder Kinimandl, ein 30 Meter hoher Felsturm aus dioritischen und tonalitischen Gesteinen. 1994 stürzte das Kinimandl großteils in sich zusammen.

## Klima und Vergletscherung

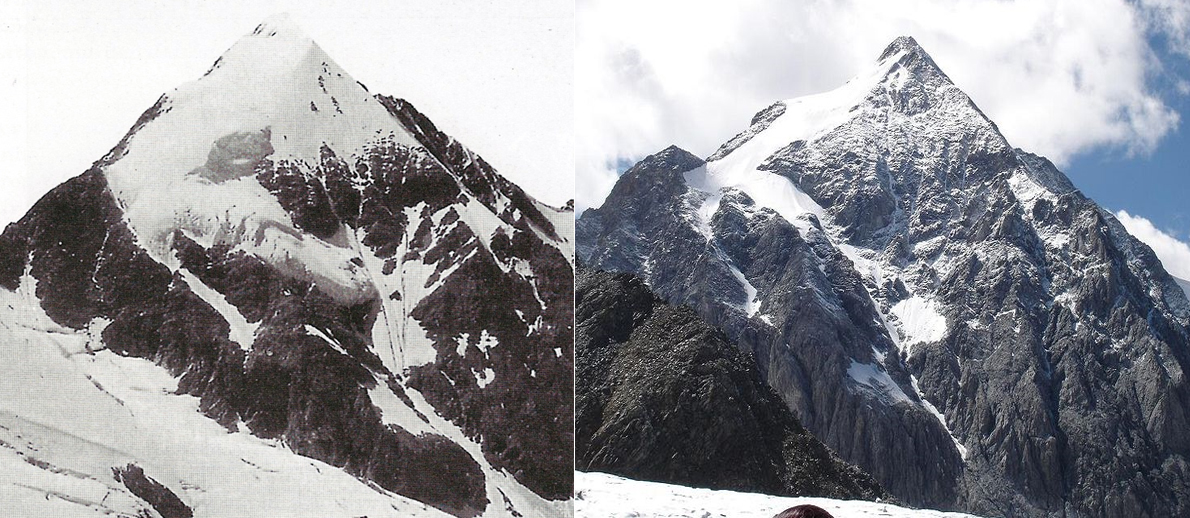
Vergletscherung der Königspitze 1917 und 2000 (Von Osten)

Das Klima der Ortler-Alpen ist deutlich vom Mittelmeerklima beeinflusst und daher trockener und milder als das in den nahegelegenen Zentralalpen, welche die Ortler-Alpen vor den Niederschlägen der Alpennordseite abschirmen. Die Jahresniederschläge übersteigen kaum 1000 Millimeter pro Jahr. Die Schneegrenze liegt hier deutlich höher als in den Zentralalpen.
Das hohe Ausmaß an Vereisung an der Königspitze ist daher nur zum Teil auf die in der Höhe niedrigen Temperaturen zurückzuführen. Die Entstehung der tiefer liegenden Gletscher um den Berg, insbesondere des Suldenferner, ist eher eine Folge der topographischen Verhältnisse. Diese Gletscher besitzen nur kleine Niederschläge akkumulierende Nährgebiete und werden großteils von Eis- und Schneelawinen gespeist, die über die steilen Flanken abgehen. Im flacheren Gelände unterhalb der Steilwände können sich diese Schnee- und Eismassen zu Gletschern sammeln. Durch den anhaltenden Steinschlag aufgrund des brüchigen Dolomitgesteins kommt es hier zu einer besonders starken Schuttbedeckung, insbesondere am Suldenferner, der teilweise komplett unter Gestein verborgen liegt.

Bild der Königspitze vom August 1909 vom Eisseepass aus gesehen

Der Rückgang der Gletscher nach der Kleinen Eiszeit unterschied sich in der Ortler-Alpen auffallend von den meisten anderen Alpengletschern, die etwa um 1860 ihren Höchststand erreichten. Am Suldenferner kam es deutlich früher, zwischen 1817 und 1819, zu einem äußerst raschen Vorstoß, der sogar das Siedlungsgebiet von Sulden bedrohte. Von einem kleineren, weiteren Vorstoß Mitte des 19. Jahrhunderts abgesehen ging er seither ebenso wie die anderen Gletscher der Region fast ständig zurück. Ende des 20. Jahrhunderts nahm der Gletscherschwund zu. Die Gründe liegen dabei nicht in einem stärkeren Abschmelzen in der Zehrzone der Gletscher, sondern in einem Rückzug der Nährgebiete bis in eine Höhe von über 3500 m aufgrund der höheren Sommertemperaturen. In den tieferen Regionen bildet die mächtige Schuttbedeckung einen Schutz gegen das Abschmelzen, so dass der Gletscher hier nach wie vor bis etwa 2500 m, also etwa 300 Meter tiefer als auf der anderen Talseite des Suldentals, hinabreicht. Das Zurückgehen des Eises hat große Auswirkungen auf den Alpinismus an der Königspitze, da viele klassische Routen schwieriger und durch die erhöhte Steinschlaggefahr auch gefährlicher werden, so dass sie teilweise kaum noch begehbar sind.
Eine Besonderheit der Königspitze war die Schaumrolle, eine große, weit über die Nordwand hinausragende, zu einem Hängegletscher vereiste Wechte am Gipfel. Eiswechten dieser Art bilden sich ansonsten in den Alpen kaum und sind eher aus dem Himalaya bekannt. Schon öfter brachen hier ähnliche Wechten ab und bildeten sich neu, die Schaumrolle der 1950er Jahre galt als größte Wechte der Alpen. Um 1960 brach die Schaumrolle ab, bildete sich in den nächsten Jahren jedoch neu, wobei diese neue Wechte zwar weniger ausladend, aber voluminöser als die alte war. In der Nacht zum 5. Juni 2001 brach die neue Schaumrolle wiederum ab, wobei die Menge des abgebrochenen Eises auf 7000 m³ geschätzt wird. Seither bilden sich nur langsam wieder neue Wechten, es wird vermutet, dass die durch die Globale Erwärmung heute weniger vereiste Nordwand nicht mehr die Voraussetzungen zur Bildung einer neuen Schaumrolle bieten könnte.

## Flora und Fauna

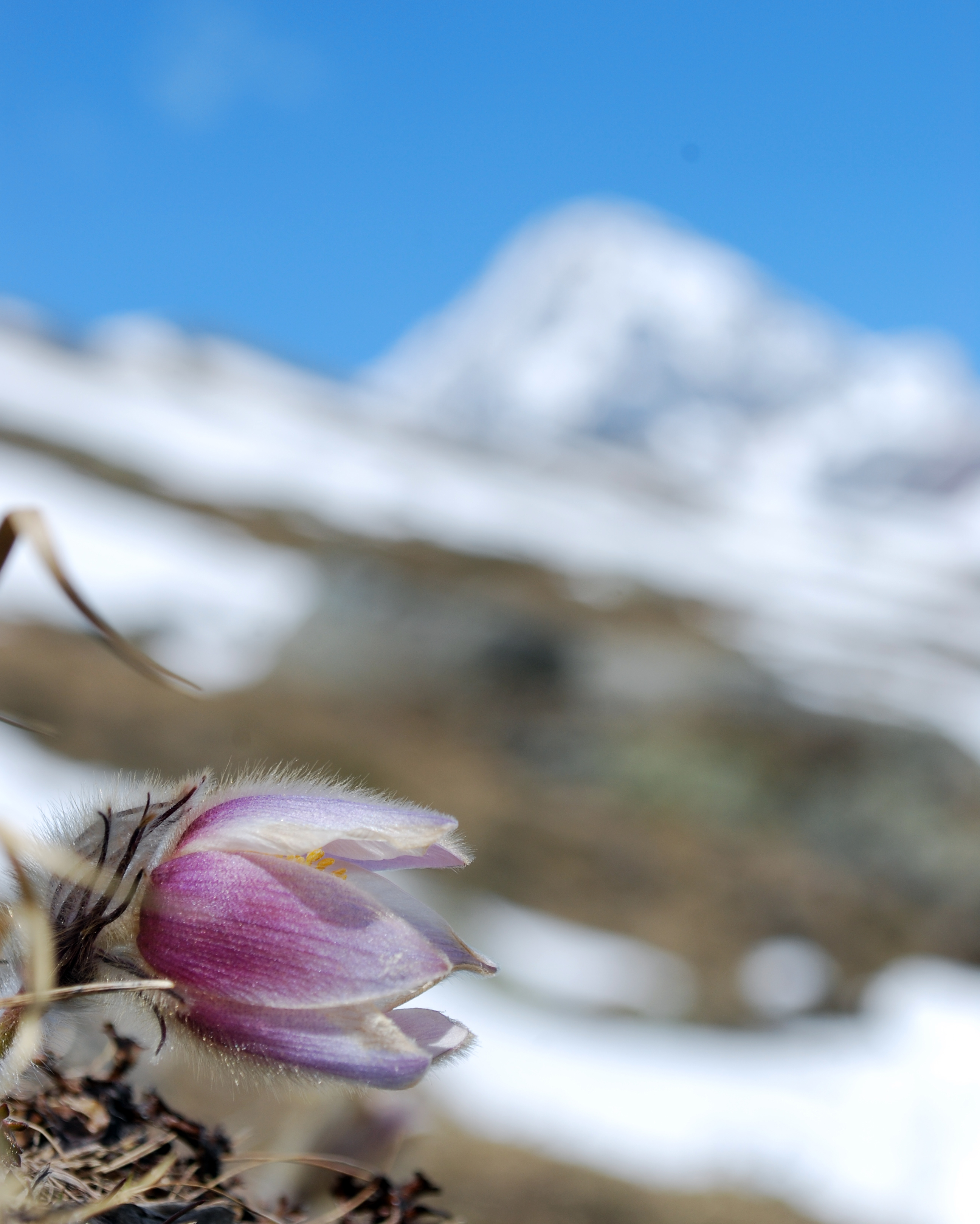
Frühlingsküchenschelle auf den alpinen Matten des Valle di Cedec südlich der Königspitze

Die gesamte Umgebung der Königspitze ist der alpinen Vegetationszone zuzuordnen. Wälder, bestehend unter anderem aus Zirbelkiefern, sind nur im nördlichen Zebrùtal zu finden. Der Talschluss des andernorts bis in eine Höhe von 2000 m bis 2200 m bewaldeten Suldentals ist kaum mit Bäumen bewachsen, was auf den bis in die Talsohle hinabreichenden Gletschervorstoß des Suldenferners im 19. Jahrhundert zurückzuführen ist. Die aus Dolomitschutt bestehenden Moränenkegel sind teilweise von Latschenkiefern bedeckt, unterhalb und besonders auf kristallinem Gestein überwiegen Grünerlengebüsche. In der höher gelegenen Zwergstrauchheide ist häufig die Alpenrose zu finden. Diese Heiden und die Matten der alpinen Vegetationszone weisen aufgrund der Vielfalt von Böden und Landschaftsformen eine hohe Artenvielfalt auf. Die Pflanzengemeinschaft umfasst hier typisch west- und ostalpine Arten, ebenso wie kalkstete und auf Silikatböden spezialisierte. Besonders seltene Pflanzen sind der Blattlose und der Felsen-Steinbrech, das Flattnitz-Felsenblümchen, das Moosglöckchen und die Inntaler Primel. Enziane kommen häufig vor, das Edelweiß ist hingegen selten zu finden. Die am höchsten steigende Blütenpflanze ist der Gletscherhahnenfuß, in den höchsten Lagen wachsen nur noch vereinzelte Moose und Flechten.
Von der Waldgrenze bis hinauf an die Gletschergrenzen sind die Gämse und das Murmeltier zu finden. Der Schneehase ist hier relativ selten, dafür steigt der Feldhase bis in die Höhenlagen. Vorherrschendes Raubtier ist der Fuchs, dessen Bestandszahlen jedoch stark schwanken, Dachs und Wiesel kommen seltener vor. Der Alpensteinbock wurde vermutlich im 18. Jahrhundert ausgerottet. Im Zebrùtal im Süden der Königspitze wurden aber in den 1960er Jahren wieder Tiere ausgewildert. Der Bestand von mittlerweile mehreren hundert Tieren hält sich nach wie vor fast ausschließlich in diesem Gebiet auf. Das am weitesten hinaufsteigende Säugetier ist die Schneemaus, die bis in die Gletscherregionen vorkommt.
Prominentester Vertreter der Vogelfauna ist der Steinadler, das Symboltier des Nationalparks Stilfserjoch. Er jagt neben Murmeltieren vor allem Schnee- und Haselhühner. Der größte Greifvogel ist jedoch der Bartgeier, der hier vereinzelt wieder vorkommt. Ein erwähnenswerter Wirbelloser in der Eisregion ist der Gletscherfloh, der vor allem am Suldenferner äußerst häufig zu finden ist.

## Name

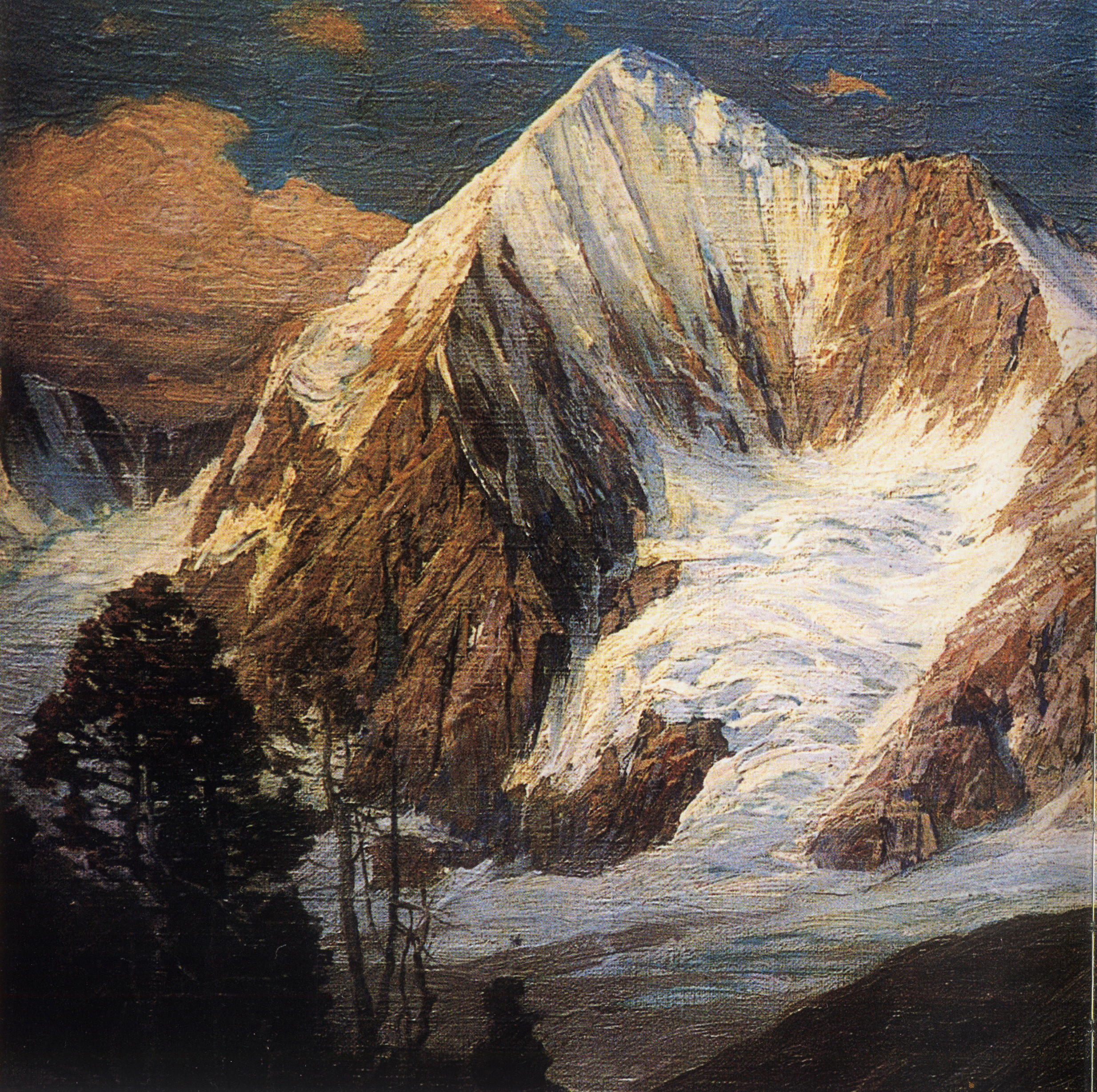
Gustav Jahn: Königspitze

Bei der Königspitze weist der Namensbestandteil „König“ – wie bei vielen dieses Wort enthaltenden Bergnamen – auf die Funktion des Berges als Grenzpunkt (hier zum ehemaligen Königreich Lombardei) ebenso hin wie auf seine beherrschende Erscheinung und seine auffällige Form. Ihretwegen wurde Königspitze etwa von Julius Meurer als „formvollendetster, vornehmster Berg im ganzen Bereiche der Ostalpen“ bezeichnet. Alte und dialektale Formen des Namens sind Königswand oder Kiiniwånt, auch nur König oder Kiini. Manchmal wurde dieser Name auch für das gesamte Massiv am Talschluss von Sulden verwendet.
Auch im Italienischen wurde manchmal die Übersetzung des deutschen Namens, Cima del Re, verwendet. Der heutige italienische Name Gran Zebrù (Großer Zebrù) leitet sich vom Val Zebrù ab und ist etymologisch unklaren Ursprungs. Vermutet wird eine Herkunft von dem vorrömischen Wort Gimberu für Zirbelkiefer. Zuweilen wird das Wort aus dem Keltischen abgeleitet, wobei es aus se (Geist) und bru (Burg) zusammengesetzt sein und somit „Geisterburg“ bedeuten soll. Dieser Hypothese zufolge sah der keltische Glaube auf dem Monte Zebrù und der Königspitze den Wohnsitz der Seelen böser Männer.

## Stützpunkte und Routen
Bedeutende Schutzhütten im Bereich der Königspitze sind das Rifugio Pizzini-Frattola (2701 m) im oberen Valle di Cedec und das Rifugio Casati (Casatihütte, 3254 m) am Langenfernerjoch, dem Übergang vom Valle di Cedec ins Martelltal. Westlich der Königspitze ist unterhalb des Zebrùferners das Rifugio Quinto Alpini (2877 m) zu finden. Im Suldental sind die mit der Seilbahn Sulden am Ortler erreichbare Schaubachhütte (2581 m) und die Hintergrathütte (2661 m) wichtige Ausgangspunkte für die Besteigung der Königspitze.
Die Königspitze ist von zahlreichen Routen erschlossen, von denen jedoch nur wenige häufig begangen werden. Der Normalweg ist von der Casati- oder der Pizzinihütte aus zu erreichen und führt von der Vedretta del Gran Zebrù über eine steile Rinne zum Südostrücken und über diesen zum Gipfel. Hierbei ist im Fels der Schwierigkeitsgrad I (UIAA) zu bewältigen. In Firn und Eis sind Passagen mit Steigungen bis zu 42° zu überwinden. Diese Route gilt heute aufgrund der zunehmenden Ausaperung im Sommer als brüchig und steinschlaggefährdet, so dass häufig eine Skibesteigung im Frühjahr vorgezogen wird.
Bedeutende Routen an der Südseite der Königspitze sind die Südwestrinne (Pale-Rosse-Rinne, II, 50°), die Südwestwand (Soldato delle Pale Rosse, III+, 55°) und Ghost Zebru (V A1, 95°). Nordwestseitig sind der Kurze Suldengrat (IV−, 60°) und der Lange Suldengrat/Mitschergrat (IV, 60°) zu erwähnen. Die über 600 Meter hohe Nordwand zählt zu den bedeutendsten Nordwänden der Ostalpen. Der am häufigsten begangene Anstieg ist der Ertlweg (IV, 60°), darüber hinaus führen die Westliche Nordwand (IV+, 60°), Klimek/Gruhl (IV, 55°) und Klimek/Grasegger (Thomas-Gruhl-Gedächtnisführe, IV, 65°) durch die Nordwand. Die Route Direkter Ausstieg (Schaumrolle, 95°) existiert durch das Abbrechen der Schaumrolle nicht mehr in dieser Form, derzeit ist das Eis dort etwa 65° steil. Nordost- und ostseitig sind die Nordostwand (Minnigerodeführe, 53°), der Ostnordostgrat (III, 50°) und die Ostwand (auch Ostrinne, III, 50°) zu erwähnen. Die Ostrinne wird im Frühjahr auch als Route für Skitouren genutzt. Neben den angeführten gibt es noch weitere Anstiege untergeordneter Bedeutung, die nach ihrer Erstbegehung nur selten oder überhaupt nie wiederholt wurden.

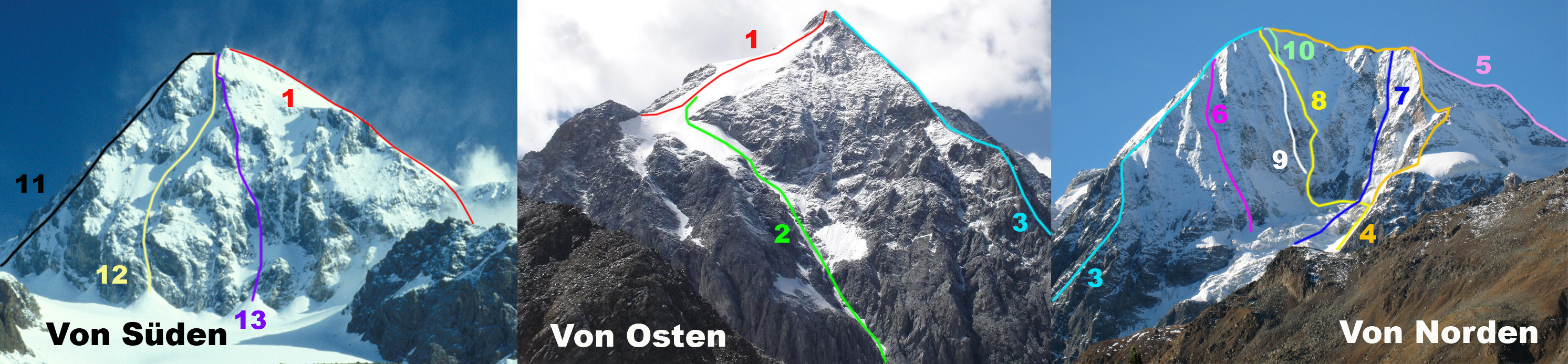
Einige bedeutende Routen an der Königspitze:1=Normalweg, 2=Ostwand, 3=Nordostgrat, 4=Langer Suldengrat, 5=Kurzer Suldengrat, 6=Nordostwand (Minnigerodeführe), 7=Westliche Nordwand, 8=Ertlführe, 9=Aschenbrennerweg, 10=Direkter Ausstieg (ehemalige Schaumrolle), 11=Südwestrinne (Pale-Rosse-Rinne), 12=Soldato delle Pale Rosse, 13=Ghost Zebru

## Erschließungsgeschichte

Stephan Steinberger, vermutlich der Erstbesteiger der Königspitze

Während der nahegelegene Ortler als höchster Berg der Donaumonarchie schon im Jahre 1804 bestiegen wurde, blieb die niedrigere Königspitze lange Zeit vom Alpinismus unbeachtet. Die Erstbesteigung der Königspitze im Jahr 1854 durch Stephan Steinberger ist bis heute umstritten. Dabei brach dieser am 24. August von Trafoi auf und erreichte nach seinen Schilderungen über das Stilfser Joch (2757 m), den Passo di Campo (3346 m), die Vedretta di Campo, den Passo di Camosci alto (3201 m), den Passo dei Volontari (3036 m), den Zebrùferner, den Passo della Miniera und den Col Pale Rosse, die Südflanke der Königspitze. Was seine weitere Route betrifft, so wird vermutet, dass er entweder über die Pale-Rosse-Rinne oder auf einer der (damals noch firnbedeckten) Felsrippen neben diesem steilen Couloir aufstieg. Er kehrte auf demselben Weg zurück und erreichte um 20 Uhr das Stilfser Joch. Diese Route entspricht einem Gesamtaufstieg von 2750 Höhenmetern und 1450 Höhenmetern Abstieg sowie einer Horizontaldistanz von 24 Kilometern, zurückgelegt in 18 Stunden. Der österreichische Alpinist Louis Philipp Friedmann versuchte 1892 zusammen mit einem Bergführer, diese Tour nachzuvollziehen, und benötigte trotz guter Verhältnisse viel länger für den Weg, woraufhin er Steinbergers Schilderung für unglaubhaft hielt und dessen Erstersteigung öffentlich anzweifelte. Steinberger blieb jedoch bei seiner Behauptung, so dass die Frage lange Zeit kontrovers diskutiert wurde. 1929 konnte Steinbergers Biograph Joseph Braunstein einige damals neue Erkenntnisse bezüglich Steinbergers Route gewinnen und nachweisen, dass Steinberger die Aussicht vom Gipfel adäquat beschrieben hatte. Aufgrund dieser Fakten und unter Berücksichtigung der damals besseren Gletscherverhältnisse und des höheren Tempos durch den Alleingang wird heute Steinbergers Erstbesteigung überwiegend für glaubhaft gehalten.
Die erste unumschränkt anerkannte Besteigung der Königspitze gelang am 3. August 1864 dem englischen Alpinisten Francis Fox Tuckett mit seinen Gefährten T. F. und E. N. Buxton und den Schweizer Bergführern Christian Michel und Franz Biner. Ihr Ausgangspunkt war Santa Caterina Valfurva, von wo sie durch das Forno- und Cedectal und über den heutigen Normalweg in nur sieben Stunden den Gipfel erreichten. Die Gruppe stieg anschließend nach Sulden ab und ging noch am selben Tag bis Trafoi weiter, von wo aus ihr nach nur einem Rasttag die seit 30 Jahren erste Besteigung des Ortlers gelang.

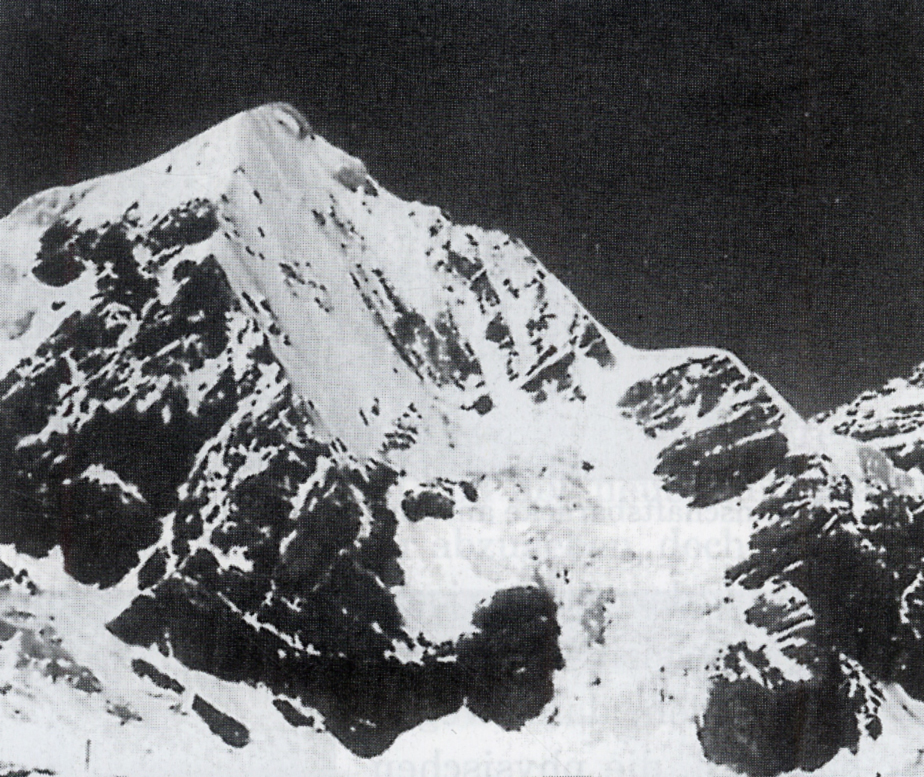
Die Nordwand, hier auf einem Bild von ca. 1917, mit ihrer großen Gipfelwechte (Schaumrolle) war die große alpinistische Herausforderung des 20. Jahrhunderts.

Die Ostwand wurde am 17. September 1864 von Josef Anton Specht, geführt von Franz Pöll, erstbegangen. 1878 kamen mit Alfred von Pallavicini und Julius Meurer zwei führende Mitglieder des Österreichischen Alpenklubs ins Ortlergebiet, unter anderem mit dem Ziel, einen Anstieg auf die Königspitze von der Suldener Seite zu finden. Am 6. Juli gelang ihnen zusammen mit Alois und Johann Pinggera und Peter Dangl von der Schaubachhütte aus die Erstbegehung des Langen Suldengrates (Mitschergrates), des bis dahin schwierigsten Anstiegs. Am 26. Juli 1880 führte Johann Grill R. Levy und A. Jörg von Sulden auch auf das Suldenjoch und von dort über den Kurzen Suldengrat. B. Minnigerode, Alois und Johann Pinggera und Peter Reinstadler erschlossen 1881 die 50° steile Nordostwand hauptsächlich mit der damals populären Technik des Stufenschlagens und wagten sich somit als Erste in den Bereich der Nordwand vor. Mit dem Ostnordostgrat 1886 waren alle Grate der Königspitze begangen; die 1887 erstmals durchstiegene Route durch die Südwand wurde bis heute nicht wiederholt. Die noch undurchstiegene Nordwand war mit der damaligen Ausrüstung kaum durchsteigbar.
Erst am 5. September 1930 wurde die unmittelbare Durchsteigung der bis zu 60° steilen 600 Meter hohen Nordwand versucht. Hans Ertl, dem späteren Erstbegeher der Ortler-Nordwand, gelang mit Hans Brehm im ersten Versuch die Durchsteigung auf dem nach ihm benannten Ertlweg. Schon damals plante Ertl den Ausstieg durch die Schaumrolle, was aber aus Zeit- und Materialmangel nicht durchgeführt werden konnte. Die etwas links der Ertlführe verlaufende, am 1. September 1935 von Peter Aschenbrenner und Hermann Treichl erstbegangene Aschenbrennerführe wird als deutlich schwieriger eingeschätzt, sie wurde bis heute nicht wiederholt. 1937 folgte die Nordostwandführe Brigatti-Zangelmi, 1943 die Apollonioführe. Eine nochmalige deutliche Schwierigkeitssteigerung bedeutete der erste direkte Ausstieg aus der Nordwand über die damals noch bestehende Schaumrolle in technischer Kletterei. Er gelang am 22. September 1956 Kurt Diemberger, Hannes Unterweger und Herbert Knapp. Diemberger benannte das Gebilde daraufhin nach dem gleichnamigen Gebäck. Die ursprüngliche Schaumrolle wurde vor ihrem Abbruch nur noch ein weiteres Mal durchstiegen.
Erst 1971 kam es mit der ersten Skibefahrung der Minnigerodeführe in der Nordostwand durch Heini Holzer wieder zu einem bedeutenden alpinistischen Ereignis. Erschließungen neuer Routen folgten erst wieder 1976 mit Wilhelm „Willi“ Klimek und Thomas Gruhl (Klimek/Gruhl-Führe), 1978 mit Klimek und Josef Grasegger (Thomas-Gruhl-Gedächtnisführe) und 1984 in der Westlichen Nordwand. Diese Routen sind aber heute kaum von Bedeutung. 1995 wurde „Soldato delle Pale Rosse“ erstbegangen. „Ghost Zebrù“ aus dem Jahr 1997 wurde bislang kaum wiederholt. Die meisten neueren Touren sind nur bei bestimmten Bedingungen überhaupt begehbar und wurden vorwiegend um der Erstbegehung willen erschlossen. Ansonsten ist die Neuerschließung aufgrund des mit dem Abtauen des Permafrostes noch brüchiger werdenden Felsens praktisch zum Erliegen gekommen. 2010 kam es jedoch wieder zu einer Erstbegehung, als Martin und Florian Riegler im Ostteil der Nordwand die extreme Mixedroute Schach matt (M10+ WI5 55°) eröffneten. Im Zuge dieser Tour konnte Martin Riegler auch den ersten Base-Jump an der Königspitze realisieren.

## Gebirgskrieg

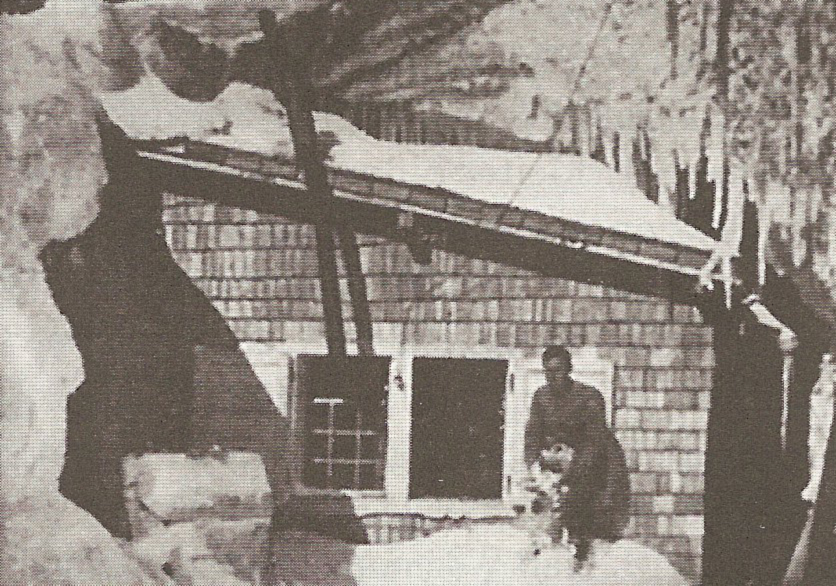
Die Gipfelbaracke in einer Gletscherspalte

Als zu Beginn des Gebirgskriegs 1915–1918 schon bald viele hohe Berge der Ortler-Alpen und sogar der Ortler selbst zum Kriegsschauplatz wurden, blieb die Königspitze lange Zeit vom Kampfgeschehen verschont. Lediglich das Königsjoch war 1915 kurzfristig von Italien besetzt worden.
Patrouillen der Kaiserschützen und der k.k. Standschützen überwachten jedoch das Gelände und erkannten im Frühling 1917 Anzeichen für Versuche der Alpini, die Königspitze zu besetzen. Da die Königspitze als hervorragender Aussichtspunkt von großer strategischer Bedeutung galt, wurde im Mai der Weg zur Königspitze über das Königsjoch in großer Eile und unter ständigem Beschuss mit ersten Schützengräben und einfachen Unterkünften, meist Schneehöhlen und Zelten, ausgestattet. Das Königsjoch wurde in der Folge zu einer größeren Stellung mit Stacheldrahtverhauen und Schützengräben mit Maschinengewehren ausgebaut. Am Gipfel der Königspitze wurde eine beheizbare Baracke für 16 Mann Besatzung in eine mehrere Meter tiefe Gletscherspalte gebaut. Zwei Maschinengewehre waren am Gipfel platziert, der gegen den Suldengrat hin mit Stacheldraht abgesichert war. Der Suldengrat wurde bereits kurze Zeit nach der Errichtung der Gipfelstellung von italienischen Streitkräften besetzt, die nur etwa 150 Meter vom Gipfel entfernt eine mit Maschinengewehren ausgestattete Stellung unterhielten.

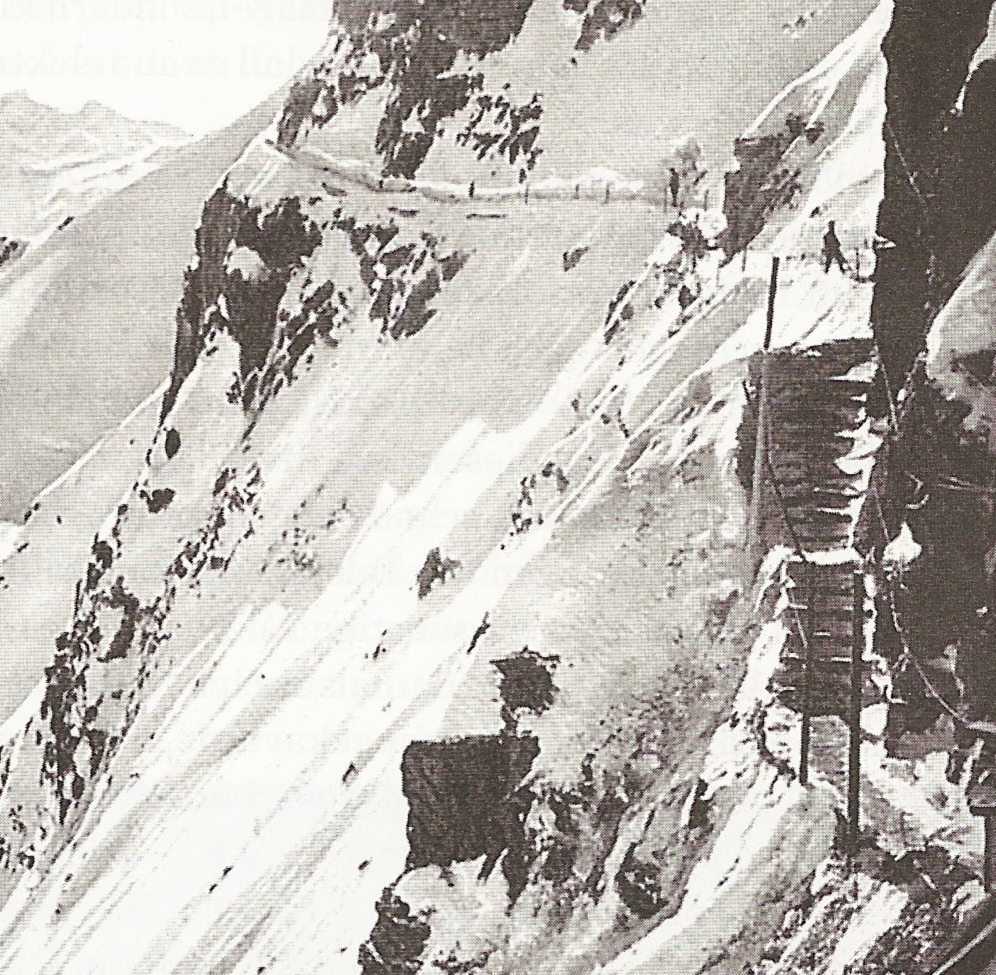
Der gut ausgebaute Weg vom Königsjoch zum Gipfel

Im Gegensatz etwa zur vom unmittelbaren Feuer kaum betroffenen Ortlerstellung kam es hier daher wiederholt zu Kämpfen, insbesondere durch Versuche von italienischer Seite, den Gipfel zu erobern. Auch der Transport von Waffen und Verpflegung über den Südostgrat zum Gipfel war gefährlich und ständig vom Feuer von den italienisch besetzten Pale Rosse bedroht, so dass er fast nur bei Nacht begangen werden konnte. 1918 wurde daher ein neuer Anstieg durch die Südostwände angelegt, der an den besonders gefährlichen Stellen durch in das Gletschereis gesprengte Tunnels verlief. Auch die Gipfelstellung wurde mit einem erbeuteten Ansaldo-Geschütz ausgebaut. Die Baracke in der Spalte wurde durch eine in den Fels gesprengte Unterkunft für 25 Soldaten ersetzt, die in den letzten Kriegstagen allerdings durch Blitzschlag großteils zerstört wurde. Eine Materialseilbahn führte von Sulden aus über die Schaubachhütte zum Königsjoch und ein kleiner Handaufzug sogar bis zum Gipfel, es gab auch eine Telefonverbindung. Die Alpini besaßen im Gegenzug eine Seilbahn von der Cima della Miniera, welche die Stellung am Suldengrat versorgte.
Gegen Ende des Krieges wurde mit dem Bau eines Eistunnels in Richtung Suldengrat begonnen. Durch ihn sollte nach Vorbild der Hohen Schneide die italienische Stellung attackiert werden, wozu es durch das Kriegsende jedoch nicht mehr kam. Bis heute sind an der Königspitze Überreste von Stellungsbauten zu sehen, das Eis gibt immer wieder Ausrüstungsgegenstände der Soldaten und sogar noch scharfe Munition frei.